# Kaping van Maersk Alabama
De kaping van Maersk Alabama begon met een aanval van Somalische piraten op het Amerikaanse cargoschip MV Maersk Alabama op 8 april 2009, 240 mijl uit de kust van Somalië. De kaping werd op 12 april door de Amerikaanse marine beëindigd.
Het verhaal van de kaping lag ten grondslag aan het door de kapitein van het schip geschreven boek A Captain's Duty: Somali Pirates, Navy SEALs, and Dangerous Days at Sea en de daarop gebaseerde film Captain Phillips.

## Kaping
Maersk Alabama, een schip met een lading van 17 000 ton en een 20-koppige bemanning, was onderweg naar Mombassa, Kenia, toen op 8 april 2009 vier piraten, afkomstig van het eerder gekaapte FV Win Far 161, het schip aanvielen. 
De piraten waren volgens de Amerikaanse minister van Defensie Robert Gates tussen de 17 en 19 jaar oud.
De bemanningsleden van het schip hadden anti-piraterijtrainingen gevolgd, waaronder lessen en oefeningen in het gebruik van handvuurwapens en het geven van eerste hulp. Toen in de ochtend van 8 april het piratenalarm klonk, bracht hoofdwerktuigkundige Mike Perry veertien bemanningsleden naar een safe room. De rest van de crew schoot lichtkogels af; Perry en zijn assistent Matt Fisher manoeuvreerden zodanig met het roer dat de piratenskiff geschampt werd door Maersk Alabama.
Ondanks de inspanningen van de bemanning, werd het schip geënterd door de piraten. Perry nam de bediening van de hoofdmotor weg van de brug en Fisher nam de bediening weg van de stuurmachines. Daarna zette Perry alle systemen uit. De piraten namen kapitein Richard Phillips en enkele andere bemanningsleden gevangen, maar ze konden het schip niet bedienen.
Perry wachtte, bewapend met een mes, buiten de safe room op piraten die op zoek zouden zijn naar de overige bemanningsleden. Perry kreeg na een kat-en-muisspel de leider van de piraten te pakken in een donkere machinekamer. Het bemanningslid dat op wacht stond tijdens de aanval kon de leidende piraat in zijn hand steken.
De bemanning probeerde de gevangengenomen piraat te ruilen voor hun kapitein, maar bij de uitwisseling lieten de piraten de kapitein niet vrij nadat hun leider al was vrijgelaten. Kapitein Phillips begeleidde de piraten naar een reddingsboot om hun te leren hoe deze gebruikt kon worden, maar op dat moment vluchtten de piraten met de kapitein.
Op 8 april werd USS Bainbridge, een torpedobootjager uit de Arleigh Burkeklasse, naar de Golf van Aden gestuurd. In de ochtend van 9 april kwam het in de buurt van het schip. Vanaf hier werd de Maersk Alabama beveiligd tot het zijn oorspronkelijke bestemming, Mombassa, bereikte. Hier nam kapitein Larry D. Aasheim het gezag van het schip weer over, nadat hij negen dagen eerder was afgelost door Phillips. De vermeende strategie van de piraten was om te wachten op de aankomst van andere gekaapte schepen, om zo een menselijk schild te kunnen vormen.

## Bevrijding

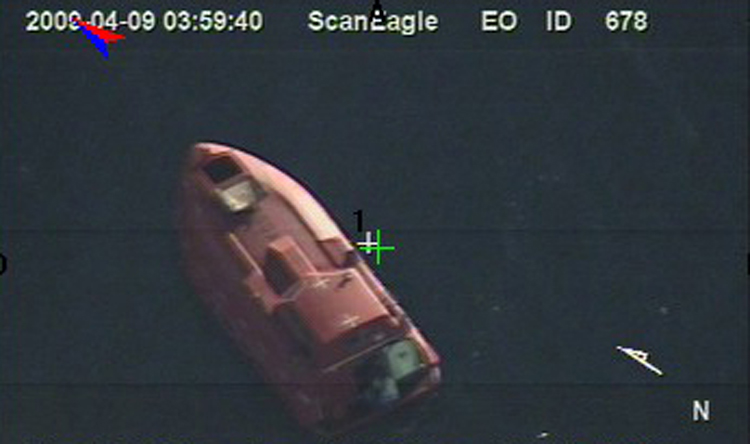
Luchtfoto van de reddingsboot genomen door een ScanEagle

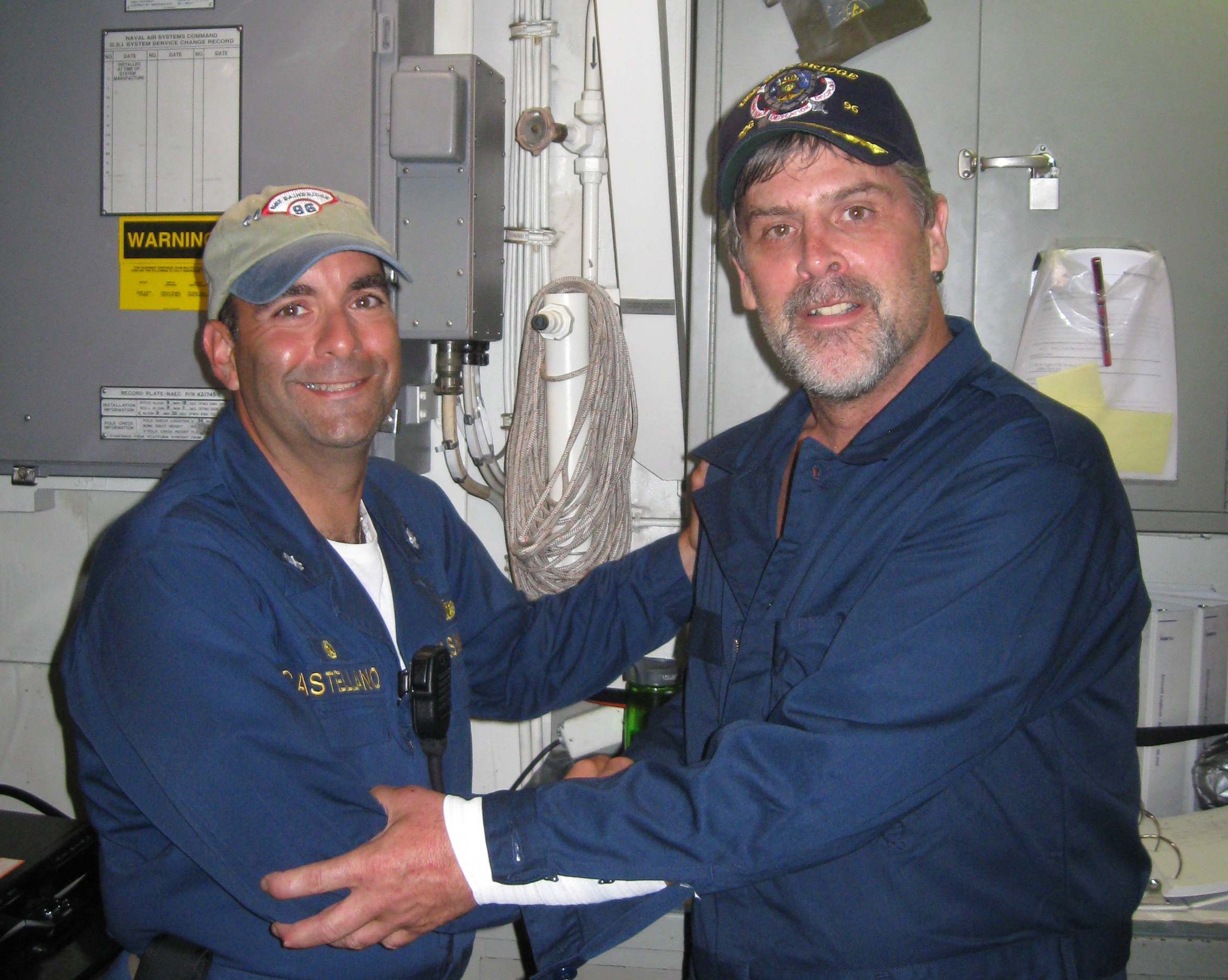
Kapitein Phillips (rechts) met overste Castellano, commandant van de Bainbridge

Een impasse volgde tussen USS Bainbridge, USS Halyburton en de reddingsboot waarop de piraten kapitein Phillips gevangen hielden. De reddingsboot was dicht en had genoeg voedsel om het een periode uit te kunnen houden, maar had geen basisvoorzieningen als toilet of ventilatie. De Bainbridge had een ScanEagle aan boord en de Halyburton twee Seahawks. De schepen zelf bleven echter enkele honderden meters bij het schip vandaan, buiten het bereik van de wapens van de piraten. Een P3 Orion-verkenningsvliegtuig maakte luchtfoto's als verkenning en er werd een radioverbinding met de reddingsboot opgezet. Vier gekaapte buitenlandse schepen waren op weg naar de reddingsboot, met op twee van hen 54 zeelieden uit China, Duitsland, Rusland, Oekraïne, de Filipijnen, Tuvalu, Indonesië en Taiwan.
Op vrijdag 10 april probeerde Phillips te ontsnappen van de reddingsboot, maar staakte zijn poging toen zijn gijzelnemers schoten losten. De piraten gooiden een telefoon en de radioverbinding met de US Navy overboord, omdat ze dachten dat Phillips op deze manier instructies kreeg. De Verenigde Staten dirigeerden een derde marineschip, het amfibisch transportschip USS Boxer, naar de Hoorn van Afrika. De piraten waren op weg naar de kust om zich samen te voegen met hun medepiraten en om Phillips naar Somalië te krijgen, waar ze hem beter konden verstoppen en waar hij moeilijker gered kon worden door de Amerikanen. Door voor anker te gaan vlak bij de kust stelde hen in de gelegenheid om snel aan land te gaan als ze aangevallen zouden worden. Ondertussen gingen de onderhandelingen verder tussen de piraten en de commandant van de Bainbridge, die assistentie kreeg van het gijzelingsteam van de FBI. De gijzelnemers communiceerden ook met andere piratenboten met satelliettelefoon. Tevens kwam op 10 april een team van de Navy SEALs aan boord van de Bainbridge, dat vlak bij het schip per parachute in het water landde.
Op zaterdagochtend 11 april stopten de onderhandelingen enkele uren, nadat de piraten op de Halyburton vuurden. Het Amerikaanse fregat beantwoordde het vuur niet omdat het "de situatie niet verder wilde laten escaleren". Doordat de schoten lukraak gelost werden, raakte aan boord van de Halyburton niemand gewond. Dit schietincident werd gefilmd door het inlichtingenteam van de Halyburton en onder andere vertoond in documentaires van Discovery Channel.
Op zondag 12 april richtte een piraat zijn wapen op de rug van Phillips, waarop de commandant van de Bainbridge, kapitein-luitenant ter zee Frank Castellano toestemming gaf voor een reddingsactie. Om 19:19 uur openden scherpschutters van de Navy SEALs het vuur op de reddingsboot en doodden daarmee drie piraten. De vierde piraat, Abduwali Muse, was op het moment van de actie aan boord van de Bainbridge aan het onderhandelen over de vrijlating van Phillips en werd daar aangehouden.
De lichamen van de drie gedode piraten werden in de laatste week van mei overgedragen aan onbekende Somaliërs.

## Rechtszaak
De overlevende piraat, Abduwali Muse, werd vastgehouden op de USS Boxer en uiteindelijk naar de Verenigde Staten gevlogen voor berechting. In een rechtszaal in New York werd hem piraterij, samenzwering met als doel een schip met geweld over te nemen en samenzwering met als doel iemand te gijzelen ten laste gelegd. Muses advocaten meenden dat hij 15 of 16 jaar was bij de kaping en daarom niet als volwassene mocht worden berecht. De rechtbank oordeelde echter dat Muse een volwassene was en ook als zodanig berecht zou worden. Later gaf Muse toe dat hij 18 jaar oud was en pleitte hij schuldig aan de piraterijaanklachten. Hij werd veroordeeld tot een gevangenisstraf van 33 jaar en negen maanden.